# 20 septembre 1953
Le dimanche 20 septembre 1953 est le 263e jour de l'année 1953.

## Naissances
- Amar Tribeche, réalisateur algérien
- André Georges, alpiniste et guide de haute montagne suisse
- Arthur Joffé, cinéaste français
- Barbara Haering, femme politique suisse
- Dave Taylor, personnalité politique canadienne
- Farès Bousdira, joueur de football français
- Francisco Vidal, homme politique chilien
- Józef Młynarczyk, footballeur polonais
- Jean-Michel Frodon, journaliste français, critique, enseignant et historien du cinéma
- Jeff Jones, musicien canadien
- Peter Czernich, photographe allemand
- Renato Curi (mort le 30 octobre 1977), footballeur italien
- Sian Thomas, actrice britannique
- Steve Tom, acteur américain
- Yannick Le Bourdonnec, journaliste français

## Décès
- Georg-Wilhelm Postel (né le 25 avril 1896), général allemand
- George Krendich (né le 7 septembre 1923), criminel américain

## Événements
- Sortie du film français La Caraque blonde